# Malarguesaurus
Malarguesaurus là một chi khủng long, được González-Riga Previtera & Pirrone mô tả khoa học năm 2008.